# Cementerio de San Antonio Abad (Alcoy)
El cementerio de San Antonio Abad situado en la carretera a la Font Roja, en el término municipal de Alcoy (Alicante), España. Fue construido en el siglo XIX con proyecto del ingeniero Enrique Vilaplana Juliá. 
Es uno de los cementerios más interesantes de la Comunidad Valenciana por su arquitectura y escultura modernista y ecléctica. En el año 2012 fue incluido en la Ruta Europea de Cementerios Significativos, itinerario cultural del Consejo de Europa.

## Descripción
El cementerio fue una obra destacada y tuvo una concepción moderna para su época. La elección del proyecto de Enrique Vilaplana Juliá fue realizada por concurso público y se realizó teniendo en cuenta la concepción moderna y la adaptación específica que presentaba su proyecto a las necesidades de Alcoy, que era ya una ciudad plenamente industrial. 
El diseño del cementerio olvida el estilo académico vigente hasta entonces y es diseñado cómo una ciudad urbana, con avenidas, calles y árboles, tal y cómo se empezaban a proyectar en las principales ciudades de Europa. Se plantea en su conjunto como una ciudad de los muertos. Es muy probable que su autor, el ingeniero Enrique Vilaplana Juliá, hubiese visitado y se hubiese inspirado en algún cementerio europeo de muy reciente creación.
Se trata de un cementerio que presenta una tipología poco habitual ya que cuenta con galerías subterráneas perimetrales semejantes a catacumbas romanas con nichos a los lados, bien ventiladas y con iluminación natural. Estas galerías son obra del ingeniero Enrique Vilaplana Juliá.  Las galerías están construidas en piedra y formadas por arcos diafragma. Los nombres de algunas de las galerías, San Fabián o San Severo, nos remiten a las antiguas catacumbas romanas.
Cuenta también con patios donde se sitúan sepulturas de tierra y destacados panteones de estilos academicista, ecléctico, modernista y neogótico, en donde se pueden contemplar numerosas esculturas, realizadas por arquitectos y escultores alcoyanos, así como el Panteón de Alcoyanos Ilustres.

## Obras

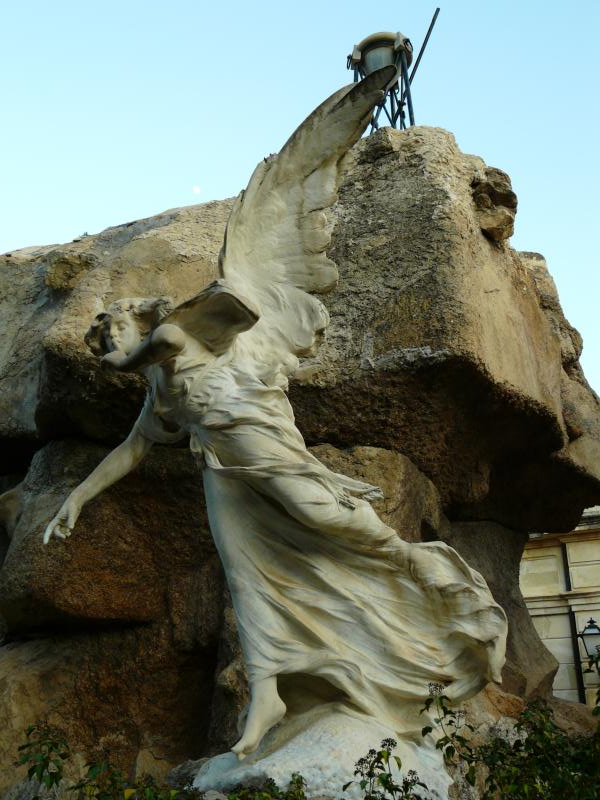
Escultura "Ángel de la Luna" de Lorenzo Ridaura Gosálbez.

Las obras más destacadas del cementerio alcoyano son las siguientes:
- Panteón  Gosálbez-Barceló: academicismo. (1838).
- Panteón Viuda de Brutinel: obra de Vicente Pascual Pastor. Estilo ecléctico. (1894).
- Panteón Jaime Tort: Obra de Jorge Vilaplana Carbonell. Estilo ecléctico. (1895).
- Panteón José Monllor: obra de Agustín Muñoz. Estilo neoegipcio. (1896).
- Panteón Moltó-Valor: obra y escultura de Lorenzo Ridaura Gosálbez. Clasicismo. (1898).
- Panteón José Semper: obra de Jorge Vilaplana Carbonell. Neogótico. (1901).
- Panteón familiar de Agustín Gisbert Vidal: obra de Vicente Pascual Pastor, José Cort Merita como ingeniero, Fernando Cabrera Cantó como pintor y Lorenzo Ridaura Gosálbez como escultor. (1903). Estilo modernista.
- Panteón Anselmo Aracil: obra de Vicente Pascual Pastor, escultura de A. Clarí y vidrieras de Eudaldo Ramón Amigó. Eclecticismo historicista. (1903).
- Panteón Vicens: obra de Ramón Lucini Callejo y vidrieras de H.&J. Maumejean Hnos. Eclecticismo historicista. (1910).
- Panteón Vilaplana Gisbert: obra de Timoteo Briet Montaud. (1910). Estilo modernista.
- Panteón de la familia Pérez Lloret: obra de Jaime Pérez Lloret. (1910). Estilo modernista.
- Panteón de Salvador García Botí (Escaló): obra de Vicente Pascual Pastor y de Eugenio Carbonell como escultor. (1911). Estilo modernista.
- Panteón Enrique Carbonell: obra de Vicente Pascual Pastor, diseño, relieves y escultura de Lorenzo Ridaura Gosálbez y relieves de la cripta de Tomás Ferrándiz. Estilo modernista. (1925).
- Panteón Enrique Hernández: obra y escultura de Lorenzo Ridaura Gosálbez. (1931). Estilo modernista.
- Panteón Desiderio Mataix: obra de Joaquín Aracil y vidrieras de "Unión de Artistas Vidrieros" de Irún. (1955, pero construido en 1970). Estilo racionalista.
- Panteón Erum-Pascual: obra de Cheluca Sala y Mauro Matarredona. Realizado con acero Corten. (2009).